# Igor (album)
Igor (zapis stylizowany na wielkie litery) – szósty album studyjny amerykańskiego rapera Tylera, the Creatora, wydany 17 maja 2019 roku nakładem A Boy is a Gun, wytwórni rozpowszechnianej przez Columbia Records. Jest to pierwszy materiał w dorobku muzycznym Okonmy wypuszczony po dwuletniej przerwie od czasu premiery płyty Flower Boy w lipcu 2017 roku. Album, w tym przypadku całkowicie wyprodukowany przez samego rapera zawiera gościnne udziały od Playboia Cartiego, Solange, czy Kanye’ego Westa, a także wokale w tle, za które odpowiedzialni są Santigold, Elly Jackson, członkini duetu La Roux, CeeLo Green, Charlie Wilson, Slowthai lub Pharrell Williams.
Igor stał się pierwszym projektem artysty, który dotarł na szczyt prestiżowej listy Billboard 200 dzięki jego pozytywnemu przyjęciu przez słuchaczy. Otrzymał on także nagrodę w kategorii najlepszego albumu hip-hopowego podczas 62. ceremonii wręczenia nagród Grammy w styczniu 2020 roku. Główny singel promujący krążek, "Earfquake" osiągnął sukces komercyjny docierając do pierwszej dwudziestki notowania Billboard Hot 100.

## Geneza
26 kwietnia 2019 roku w uzupełniającym sprawozdaniu finansowym wytwórni Sony Music ujawniono o nowym projekcie Okonmy, którego premiera miała przypaść na koniec czerwca br., jednakże w poniedziałek, 6 maja na swoim koncie w serwisie Instagram raper potwierdził wszystkie najważniejsze informacje o nadchodzącym albumie tuż po dodaniu dwóch zwiastujących go filmów.

## Lista utworów
1. "Igor's Theme"
2. "Earfquake"
3. "I Think"
4. "Exactly What You Run from You End Up Chasing" (w fizycznych wydaniach albumu, ten utwór jest zastąpiony utworem "Boyfriend")
5. "Running Out of Time"
6. "New Magic Wand"
7. "A Boy Is a Gun"
8. "Puppet"
9. "What's Good"
10. "Gone, Gone / Thank You"
11. "I Don't Love You Anymore"
12. "Are We Still Friends?"

## Personel
- Tyler, the Creator – wokal, produkcja (wszystkie utwory)
- Lewis Rossignol – okładka[1]

## Certyfikaty i sprzedaż
| Kraj          | Certyfikat      | Sprzedaż |
| ------------- | --------------- | -------- |
| Polska (ZPAV) | platynowa płyta | 20 000+  |